# استیو ویلیامز
استیو ویلیامز (به انگلیسی: Steve Williams) بازیکن فوتبال زادهٔ ۱۲ ژوئیه ۱۹۵۸ اهل کشور انگلستان بود که سابقهٔ بازی در تیم ملی فوتبال انگلستان را در کارنامهٔ خود دارد. وی در تاریخ ۱۲ ژوئن ۱۹۸۳ نخستین بازی ملی خود را در مقابل تیم ملی فوتبال استرالیا انجام داد و با حضور در ۶ بازی ملی، در تاریخ ۱۴ نوامبر ۱۹۸۴ واپسین بازی ملی‌اش را در برابر تیم ملی فوتبال ترکیه برگزار کرد.